# Augustyn Wróblewski
Augustyn Wróblewski herbu Ślepowron (ur. 20 lipca 1866 w Wilnie, zm. po 1913 w Paryżu) – polski chemik i biochemik, autor przełomowych prac w zakresie fermentacji drożdżowej, teoretyk i propagator anarchizmu, działacz organizacji socjalistycznych, działacz społeczny, publicysta, docent w Uniwersytecie Jagiellońskim w Krakowie.
Wraz z Marcelim Nenckim i Jakubem Parnasem zaliczany jest do grona najwybitniejszych polskich biochemików; razem z Edwardem Abramowskim uważany za jednego z klasyków polskiej myśli anarchistycznej.

## Życiorys
Był synem Eustachego i Emilii z Beniowskich, bratem Tadeusza. Ukończył szkołę realną w oddziale chemicznym w Wilnie, po czym rozpoczął w 1884 roku studia w Instytucie Technologicznym w Petersburgu, skąd relegowany za działalność polityczną w duchu socjalizmu przeniósł się na politechnikę ryską. Włączywszy się tam w działalność II Proletariatu, ponownie został usunięty z uczelni, a następnie wcielony do karnego batalionu stacjonującego w Taszkencie. Po zwolnieniu z wojska podjął studia w Szwajcarii w Bernie i Zurychu, które ukończył w 1894 roku doktoratem z biochemii. W tym samym roku uzyskał asystenturę w Uniwersytecie Jagiellońskim, a w roku 1901 po przeprowadzeniu habilitacji objął stanowisko docenta. Jego kariera naukowa została przekreślona, kiedy rok później został niesłusznie uznany za paranoika i umieszczony w zakładach leczniczych – w krakowskim szpitalu św. Łazarza, a następnie w Tworkach. Po opuszczeniu w 1903 roku szpitala wyjechał do Szwajcarii i Wiednia, poddając się na własne życzenie badaniom psychiatrycznym, które potwierdziły, że jest umysłowo zdrowym. Z pomocą adwokata i posła socjalistycznego Zygmunta Marka, uzyskał w listopadzie 1904 roku sądowy werdykt potwierdzający jego pełne zdrowie psychiczne i znoszący ubezwłasnowolnienie. Pomimo korzystnego orzeczenia, nie uzyskał jednak zgody na powrót na uczelnię, w efekcie czego poświęcił się wówczas głównie pracy społecznej i publicystycznej. 

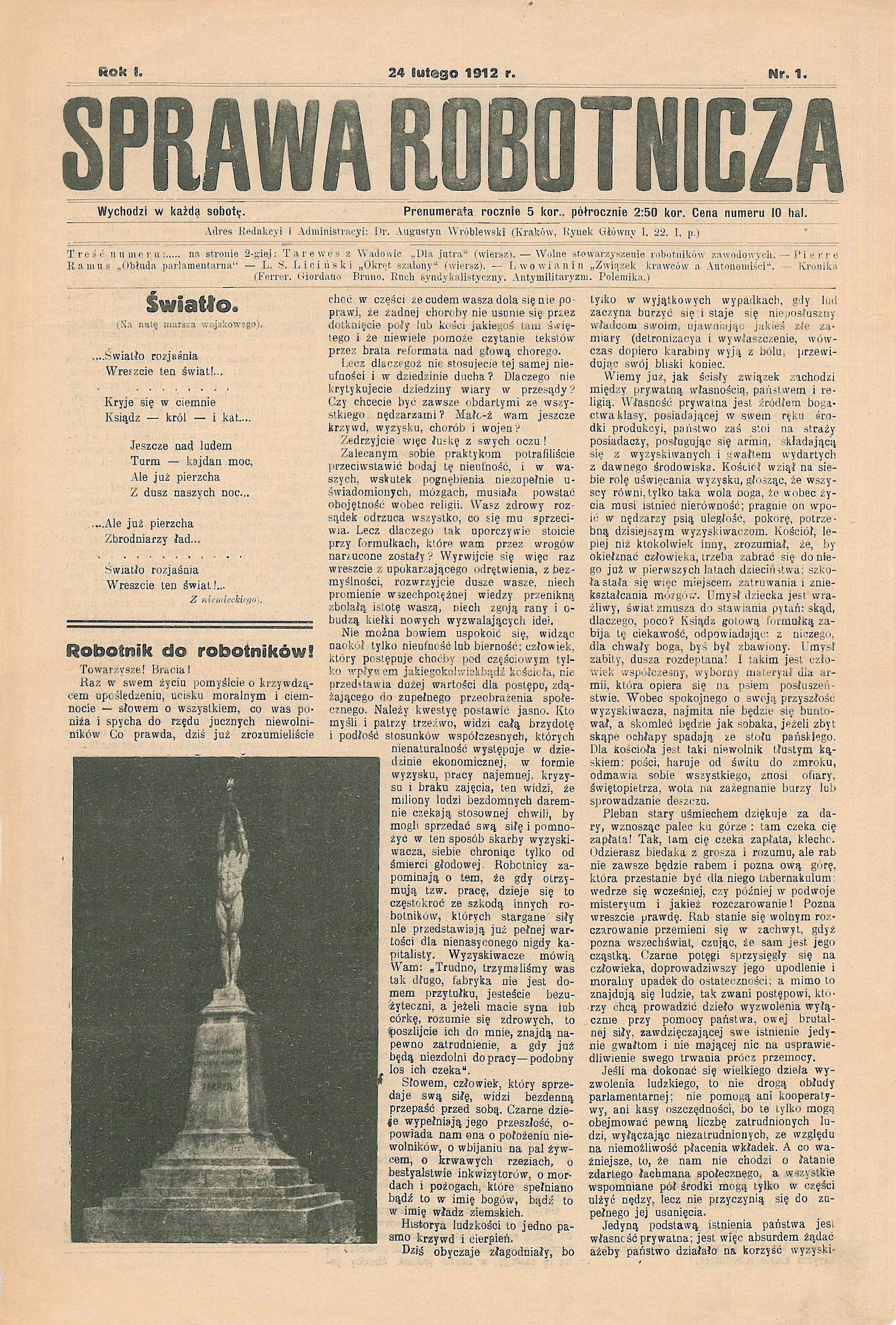
Pierwsza strona jednego z numerów redagowanej przez Wróblewskiego „Sprawy Robotniczej”.

W 1902 roku Wincenty Lutosławski założył stowarzyszenie „Eleuteria”, szerzące zupełną wstrzemięźliwość od alkoholu, w działalność którego silnie zaangażował się, a po niedługim czasie przejął nad nim kierownictwo, Wróblewski. W 1905 roku rozpoczął on wydawanie kilku pism propagujących abstynencję, wartości etyczne i racjonalizm – „Przyszłość”, traktowaną zrazu jako organ „Eleuterii”, „Przyszłość dla Ludu” i „Czystość” (z początku jako dodatek do „Nowego Słowa”), a dwa lata później ukazała się pierwsza jego praca publicystyczna – adresowana do chłopstwa, ilustrowana broszura Oszukaniec – Alkohol. W tym też czasie prowadził w Kongresówce i w Galicji odczyty na tematy etyczne i antyalkoholowe, z pojedynczymi prelekcjami jeździł również do Finlandii, Petersburga i Wiednia. W okresie rewolucji 1905 roku prowadził też w Królestwie odczyty nawołujące do bojkotu służby wojskowej, co przypłacił karą aresztu i grzywny.
Około roku 1911 Wróblewski przeszedł ewolucję światopoglądową i z socjalisty, jakim był dotychczas, stał się rzecznikiem anarchizmu (zob. Anarchizm w Polsce) i syndykalizmu. Wydał szereg prac teoretycznych, w których definiował swoje przekonania, odwołując się głównie do myśli Tołstoja i Kropotkina; doprowadził do powstania w Krakowie kilku kółek anarchistycznych, a z początkiem 1912 roku rozpoczął tamże edycję wolnomyślicielskiego „Przyrodniczego Poglądu na Świat i Życie” oraz anarchistycznej „Sprawy Robotniczej”. Skupił wokół siebie liczne grono współpracowników m.in. późniejszego posła i działacza komunistycznego Stanisława Łańcuckiego, cenionego literata międzywojnia Jana Wiktora czy, później znanego etnografa, Tadeusza Seweryna. Utrzymywał też kontakty z działaczami ruchu anarchistycznego za granicą, m.in. z Pierre'em Ramusem, Raphaelem Friedebergiem oraz Józefem Zielińskim.
Działalność polityczna Wróblewskiego spotkała się z ostrą reakcją władz galicyjskich, cenzura konfiskowała numer za numerem obu pism, a on sam został na kilka tygodni aresztowany. Uwolniony za kaucją, a następnie uniewinniony przez sąd od zarzutu obrazy majestatu, wyjechał latem 1913 roku do Paryża. Tam przeżył załamanie nerwowe i został umieszczony w jednym z paryskich szpitali. Dalsze jego losy oraz data śmierci są nieznane.

## Praca naukowa
Jego największa aktywność przypadała na lata 1894-1901. W pewnym okresie Wróblewski był największym konkurentem Eduarda Buchnera, niemieckiego biochemika, który w 1907 roku otrzymał nagrodę Nobla w dziedzinie chemii za badania nad procesem fermentacji drożdżowej.
Wróblewski wysnuł tezę, że fermentacja drożdżowa jest katalizowana przez szereg "aktywnych białek", czyli enzymów i udowodnił korzystny wpływ anionów fosforanowych na przebieg reakcji enzymatycznych. Odkrycie to było punktem wyjścia do prac laureata nagrody Nobla w dziedzinie chemii, Arthura Hardena oraz Williama Younga, którzy w 1906 roku udowodnili, że reszta fosforanowa przyłącza się do wielu substancji organicznych i w ten sposób stymuluje przebieg reakcji chemicznych.

## Recepcja
Nie powstała dotąd monografia poświęcona Augustynowi Wróblewskiemu, a jego życie, działalność i poglądy były jedynie przedmiotem nielicznych artykułów oraz referatów naukowych. Postać Wróblewskiego pojawia się jednak też na łamach kilku dzieł literackich jak Zakopanoptikon Andrzeja Struga i Słówka Boya-Żeleńskiego, a Wiesław Wohnout poświęcił mu swój wstęp do książki jego żony, gdzie pisał o nim: 

Dziś mało kto pamięta to nazwisko. Ale w okresie Młodej Polski było ono głośne, zwłaszcza wśród młodzieży postępowej i socjalistycznej – w Warszawie, Krakowie, Wilnie, a także – okresami – w Zurychu i Paryżu wśród nowatorów i reformatorów społecznych i obyczajowych. Biolog-chemik dr Augustyn Wróblewski był czas jakiś asystentem profesora Napoleona Cybulskiego i docentem Uniwersytetu Jagiellońskiego. Prekursor eugeniki i higieny, propagator antyalkoholizmu […], antyklerykał i wolnomyśliciel, a przy tym wielbiciel Słowackiego i nieco mistyk – bujny ten człowiek wywierał wedle wiarygodnych świadectw ogromny wpływ na swoje środowisko. Uporczywą aktywnością, nieliczeniem się z trudnościami, fanatycznym dążeniem do perfekcjonizmu – a być może też swymi dziwactwami – zdobył na pewien czas rozgłos.

W 2011 roku nakładem Ośrodka Myśli Politycznej wyszedł wybór pism Wróblewskiego, poprzedzony krótkim wstępem biograficznym autorstwa redaktora antologii, Radosława Antonówa.

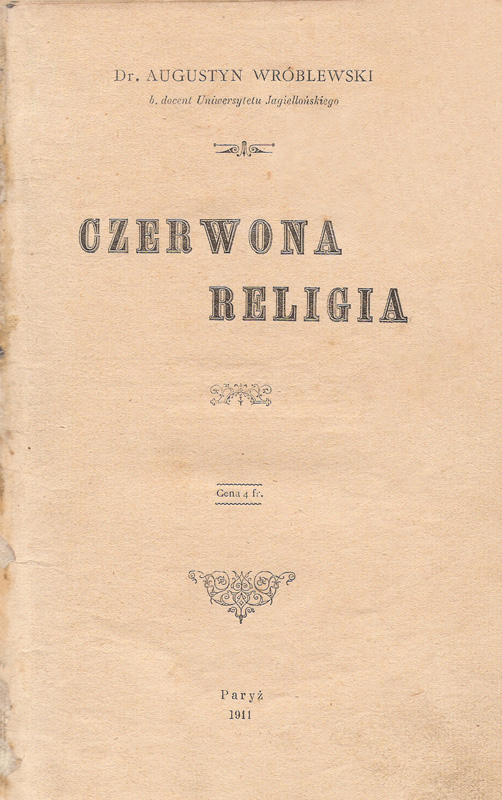
Strona tytułowa książki Wróblewskiego Czerwona religia, będącej projektem ponadwyznaniowego i ateistycznego systemu etyczno-religijnego, powiązanego z wizją organizacji społeczeństwa w duchu wartości lewicowych.

## Wybrane publikacje
Prace naukowe
- Augustyn Wróblewski. Zur Kenntniss des Pepsins. „Z. Physiol. Chemie”. 21 (1), s. 1–18, 1895. DOI: 10.1515/bchm2.1896.21.1.1.
- Augustyn Wróblewski: Podręcznik do ćwiczeń chemiczno-fizjologicznych dla słuchaczy medycyny i lekarzy. Kraków: nakładem T. Wróblewskiego, 1897. Brak numerów stron w książce
- Augustyn Wróblewski. Ueber die loesliche Staerke. „Ber. deut. chem. Ges.”. 30 (3), s. 2415–2418, 1897. DOI: 10.1002/cber.18970300306.
- Augustyn Wróblewski. Ueber die chemische Beschaffenheit der Diastase und über die Bestimmung ihrer Wirksamkeit unter Benutzung von löslicher Stärke, sowie über ein in den Diastasepräparaten vorhandenes Araban. „Z. physiol. Chem.”. 24 (3), s. 173–223, 1898. DOI: 10.1515/bchm2.1898.24.3.173.
- Augustyn Wróblewski. O soku wyciśniętym z drożdży. „Rozpr. Wydz. mat.-przyr. AU”, s. 65–148, 1901. (rozprawa habilitacyjna)
- Augustyn Wróblewski. Ueber den Buchner'schen Hefepresssaft. „J. Prakt. Chem.”. 64 (1), s. 1–70, 1901. DOI: 10.1002/prac.19010640101.

Prace publicystyczne
- Porywy w dal kierunkową. 13 Października. Kraków: nakładem „Czystości”, 1911. Brak numerów stron w książce
- Listopadówka. 29 Listopada. Kraków: nakładem funduszu pozostałego po „Czystości”, 1911. Brak numerów stron w książce
- Czerwona Religia. Paryż: nakładem „Czystości”, 1912. Brak numerów stron w książce
- Przyrodniczo-naukowa teoria moralności. Szkic na tle odczytu na XI Zjeździe Lekarzy i Przyrodników Polskich. Kraków: nakładem „Czystości”, 1912. Brak numerów stron w książce
- Monizm. Sprawozdanie z Kongresu Monistów. Kraków: nakładem Komitetu organizującego Towarzystwo zwolenników przyrodniczego poglądu na świat, 1912. Brak numerów stron w książce
- Manifest człowieczeństwa. Kraków: nakładem Księgarni Literackiej, 1912. Brak numerów stron w książce
- Krzywda. Szkice psychologiczne. Kraków: nakładem autora, 1913. Brak numerów stron w książce